# Eliza Ichenhaeuser

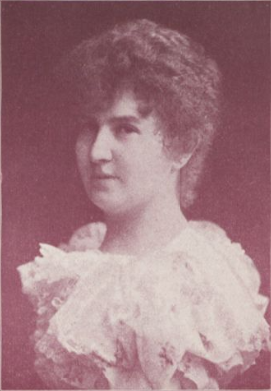
Eliza Ichenhaeuser, um 1898

Eliza Ichenhaeuser (geboren als Eliza Rosenthal am 12. Mai 1869 in Jassy, Fürstentum Rumänien; gestorben am 3. März 1932 in Berlin) war eine deutsche Frauenrechtlerin und Publizistin.

## Leben und Wirken
Eliza Rosenthal wuchs in einer jüdischen Familie in Jassy in Rumänien auf, in der sie ihre Bildung erhielt.
Sie zog später nach Deutschland. 1890 heiratete sie den jüdischen Nationalökonomen Dr. Justus Ichenhaeuser und lebte mit ihm in Berlin.
Durch ihren Mann wurde sie mit ökonomischen Themen vertraut gemacht. Seitdem engagierte sich Eliza Ichenhaeuser intensiv für die Verbesserung der Situation von Frauen, besonders in Ausbildung und Beruf. Sie trat als leidenschaftliche Rednerin in zahlreichen Veranstaltungen auf und bereitete die Berliner Frauenkongresse von 1896 und 1904 mit vor. Eliza Ichenhaeuser war Mitglied im Allgemeinen Deutschen Frauenverein, im Berliner Frauenclub von 1900, im Lyceum-Club und in weiteren Organisationen.
1901 wurde ihre Tochter Nora Adelheid geboren, die wahrscheinlich 1943 starb.

## Publizistisches Schaffen
Eliza Ichenhaeuser veröffentlichte zahlreiche Artikel in Zeitschriften und Zeitungen wie Über Land und Meer, Berliner Tageblatt, Hamburger Correspondent, Frauen-Rundschau und weiteren.
Einzelschriften
- Der gegenwärtige Stand der Frauenfrage in allen Kulturstaaten. Vergleich. Studie, Rossberg, Leipzig 1894
- Die Ausnahmestellung  Deutschlands in Sachen des Frauenstudiums, H. Walter,  Berlin 1897
- Die politische Gleichberechtigung der Frau, Carl Duncker,  Berlin 1897
- Erwerbsmöglichkeiten für Frauen. Praktischer Ratgeber für erwerbsuchende Frauen in allen Angelegenheiten der Vorbildung, der Anstellung und der sozialen Selbständigkeit. Nebst Nachweis von Wohlfahrtseinrichtungen, 2. Auflage.  F. Ebhard & Co., Berlin 1897
- Zur Frauenfrage, Pahls, Zittau, 1896

- Die politische Gleichberechtigung der Frau. Berlin 1898
- Die Dienstbotenfrage und ihre Reform. Walther, Berlin 1900
- Bilder vom Internationalen Frauen-Kongreß 1904, Berlin [ohne Jahr]
- Die Journalistik als Frauenberuf. Frauen-Rundschau, Berlin und Leipzig [1905]
- Frauenziele. Aufgaben der Frauenbewegung. Schall, Berlin [1913]
- Was die Frau von Berlin wissen muß. Ein praktisches Frauenbuch für Einheimische und Fremde, Berlin 1913, als Herausgeberin; veränderte Neuausgabe 1932, (ohne sie als angegebene Verfasserin)